# Jürgen Werner (Philologe)
Jürgen Werner (* 14. Juli 1931 in Dresden; † 11. Juli 2021 in Berlin) war ein deutscher Klassischer Philologe.

## Leben und Leistungen
Jürgen Werner war der Universität Leipzig seit seinem Studium der Klassischen Philologie dauerhaft verbunden. Nach seinem Studium war er dort zunächst als Dozent, seit 1976 (bis 1990) als Leiter des Fachbereichs Antike Literatur/Neogräzistik tätig. Seine Promotion erfolgte 1957 mit einer Dissertation zum Thema „Altgriechische Sprichwörter nach Sachgruppen geordnet“. Er habilitierte sich 1965 mit einer Arbeit zum Thema „Studien zur Geschichte der Aristophanes-Verdeutschung“. Von 1990 bis zu seiner Emeritierung 1996 stand er dem neuen Institut für Klassische Philologie als Direktor vor.
Werner trat auch als Übersetzer und Herausgeber griechischer Autoren, unter anderem von Aristophanes hervor. Zudem war er Leiter einer Arbeitsgruppe, die das „Neugriechisches Lehrbuch“ der DDR 1981 neu verfasste. Werner beschäftigte sich auch mit Fachgeschichte und war ein ausgesprochener Kenner des Werkes von Franz Dornseiff. Der Gräzist Werner war ab 1985 ordentliches Mitglied der Sächsischen Akademie der Wissenschaften, zudem Mitglied der Mommsen-Gesellschaft und des Deutschen Altphilologenverbandes. Von 1963 bis 1990 war er Herausgeber der Griechischen Reihe in dem von ihm mitbegründeten Projekt Bibliothek der Antike. Er starb im Juli 2021, drei Tage vor seinem 90. Geburtstag, in Berlin.

## Schriften (Auswahl)
- Der Stückeschreiber und der Sohn der Hebamme. Brecht und das Erbe: Der Fall Sokrates. Hirzel, Leipzig und Stuttgart 1998 (Sitzungsberichte der Sächsischen Akademie der Wissenschaften zu Leipzig, Philologisch-Historische Klasse, Bd. 136, H. 1) ISBN 3-7776-0880-7.
- „Die Welt hat nicht mit den Griechen angefangen“. Franz Dornseiff (1888–1960) als klassischer Philologe und als Germanist. Hirzel, Leipzig und Stuttgart 1999 (Abhandlungen der Sächsischen Akademie der Wissenschaften zu Leipzig, Philologisch-Historische Klasse, Bd. 76, H. 1) ISBN 3-7776-0959-5.